# 匀酒
匀酒是贵州都匀出产的一种以高粱、稻谷、小麦、绿豆、甜荞麦等作为原料，酱头浓尾的兼香型白酒。1940年代末都匀有七八家酒坊，其中四五家出产三花酒类的米香型白酒，其余出产玉米酒，不产高端白酒;为填补此市场空白，当地乡绅张瑞微家开的都匀福利酒厂在1948至1949年间试酿高端白酒，于1950年小量投产，产品被当地消费者称为匀茅，但其生产工艺为小曲加一百余味中药酿酒，产品为兼香型，和酱香型茅台相差甚巨。1950年上半年为解决汽油短缺，政府合并数家私营酒坊，成立都匀酒厂的前身“独山专区酒精厂”，生产95度酒精作汽车燃料；后因汽油短缺问题缓解，酒精厂转为专产白酒，由都匀专区专卖局接管，厂名随之改为都匀酒厂；专卖局并将都匀福利酒厂生产的匀茅工艺及香醅，直接转给都匀酒厂，张瑞微则转任当时都匀县城关镇工商联合会主任。1951年11月都匀酒厂量产成功，先命名为“新制匀酒”，但因酒是越陈越香，后将“新制”二字删去，定名为“匀酒”，取代了旧名匀茅。早期量产的匀酒为50度，销售不广，只限当地，后于1953年提高质量和酒精度数到52至53度后大受欢迎，才畅销各地；1970年代又推出了38度低度白酒。目前以酱香型和兼香型两大系列产品为主。